# Филан, Майк
Ма́йкл (Майк) Кри́стофер Фи́лан (англ. Michael Christopher "Mike" Phelan; родился 24 сентября 1962 года в Нельсоне, Ланкашир, Англия), известный также как Мик Филан или Мики Филан — английский футболист и футбольный тренер. В прошлом выступал за английские клубы «Бернли», «Норвич Сити», «Манчестер Юнайтед» и «Вест Бромвич Альбион». После отставки Стива Брюса был исполняющим обязанности главного тренера футбольного клуба «Халл Сити».
В сентябре 2008 года был назначен помощником главного тренера «Манчестер Юнайтед» Алекса Фергюсона, сменив на этом посту Карлуша Кейроша. После отставки сэра Алекса Фергюсона в мае 2013 года Филан также подал в отставку с должности ассистента главного тренера.
19 декабря 2018 года было объявлено, что Майк Филан станет помощником Уле Гуннара Сульшера, назначенного исполняющим обязанности главного тренера «Манчестер Юнайтед» до окончания сезона 2018/19 после увольнения Жозе Моуринью.

## Футбольная карьера
Футбольную карьеру начал в клубе «Бернли», выступая сначала за молодёжный состав, а затем и в качестве профессионального футболиста. В январе 1981 года дебютировал в основном составе «бордовых» в матче против Третьего дивизиона против «Честерфилда» на домашнем стадионе «Терф Мур». Также Майк выиграл Молодёжный кубок Англии и стал Чемпионом Третьего дивизиона в 1982 году. В 1985 году «Бернли» выбыл в Четвёртый дивизион, и Филан перешел в «Норвич Сити» за 60 000 фунтов стерлингов, подписав с клубом контракт 13 июля 1985 года.

## Достижения в качестве игрока
Манчестер Юнайтед
- Чемпион Премьер-лиги: 1992/93
- Обладатель Кубка Англии: 1990
- Победитель Кубка обладателей кубков УЕФА: 1991
- Обладатель Кубка Футбольной лиги: 1992
- Обладатель Суперкубка Англии : 1990 (разделённый)